# Marc Pataut
Marc Pataut, né le 24 juin 1952 à Paris, est un photographe et artiste français.

## Biographie
Au début des années 1970, Marc Pataut entre aux Beaux-Arts de Paris où il étudie la sculpture dans l'atelier d'Étienne-Martin. Il obtient son diplôme en 1975 puis devient photographe et travaille comme reporter pour l'agence Viva en 1978. Puis, il abandonne le reportage au profit d'une pratique artistique aux dimensions sociales et politiques marquées. Son travail documentaire auprès des habitants du Cornillon, bidonville qui laissera place au Stade de France, se fait remarquer à la documenta X en 1997. Depuis 1998, il collabore plusieurs fois avec Peuple et Culture Corrèze à l'initiative de Manée Teyssandier. Son travail fait l'objet de deux grandes rétrospectives au Museo Reina Sofia, à Madrid, en 2018 puis au Jeu de Paume, à Paris, en 2019.
Marc Pataut habite et travaille à La Maladrerie, cité conçue par Renée Gailhoustet à Aubervilliers. Il est chef d'atelier aux Beaux-Arts de Paris de 2001 à 2018.

## Expositions personnelles
- 1980, Sokołów, Pologne, Centre culturel Jacques-Prévert, Châtillon, 1981
- Ce que dit le corps du danseur, MC93, Bobigny, 1992
- Emmaüs, communauté Emmaüs de Scherwiller, 1993
- Le Cornillon - Grand Stade, documenta X, Cassel, 1997
- Emmaüs et..., Maison de l'art et de la communication, Sallaumines, 1998
- Sortir la tête, église Saint-Pierre, Tulle, 1998
- Du paysage à la parole, Maison de l'art et de la communication, Sallaumines, 1999
- Sortir la tête. Pays, paroles, images, Chanteix, Gumond et Sérilhac, 2000
- Humaine, CRP, Douchy-les-Mines, Hôtel Fontfreyde, Clermont-Ferrand, Artothèque, Caen et Le Point du Jour, Cherbourg, 2012-2013
- Keskonféici, CPIF, Pontault-Combault, 2015
- Primeras Tentativas, Museo Reina Sofia, Madrid, 2018
- De proche en proche, Jeu de Paume, Paris, 2019

## Expositions collectives
- Les écarts de la raison, Théâtre de la Commune, Aubervilliers, 1984
- Un autre regard sur les jeunes : le leur, Centre de création industrielle, Centre Georges-Pompidou, Paris, 1987
- Création (photographique) en France. Le corps, la galère, musée d'art, Toulon, 1988
- Ne Pas Plier, Stedelijk Museum, Amsterdam et Galerie d'art contemporain, Auvers-sur-Oise, 1995
- Des territoires, Beaux-Arts de Paris, Paris, 2001
- Archivo universal, MACBA, Barcelone, 2008
- Terre, CRP, Douchy-les-Mines et Fabrique des Arts, Denain, 2008
- Formes biographiques, Carré d'Art, Nîmes, 2015